# 塞勒姆鎮區 (阿肯色州格林縣)
塞勒姆鎮區（英語：Salem Township）是位於美國阿肯色州格林縣的一個行政鎮區。

## 地方資料
塞勒姆鎮區的面積為49.18平方千米，當中陸地面積為47.73平方千米，而水域面積為1.45平方千米。根據2010年美國人口普查的數據，當地共有人口965人，而人口密度為每平方千米19.62人。